# نادي بني سويف
نادي بني سويف الرياضي واحد من أقدم أندية الصعيد ومصر تأسس عام 1928 في مدينة بني سويف في صعيد مصر ويلعب بالدوري المصري الدرجة الثانية.

## التأسيس
أنشأ نادى بنى سويف الرياضى عام 1928 في عهد الملكية وكان حينها عبارة عن مبنى إدارى من الخشب وحديقة عائلات وملعب كوركيه وثلاثية ملاعب تنس أرضى وبحيرة بجع وكان يرأس النادى في هذه الفترة من عام 1928 وحتى 1976 مدير المديرية في ذلك الوقت، وتم أختيار أعضاء مجلس الإدارة عن طريق مدير المديرية ثم تم تحديث المبنى الخشب للمبنى الموجود حاليا وتم أفتتاحة عام 1963 وتم انتخاب أول مجلس إدارة في عام 1966 وكان برئاسة عباس صفى الدين.